# 南武線
南武線（日语：／ Nambu sen */?）是一條連接日本神奈川縣川崎市川崎區川崎站和東京都立川市立川站的東日本旅客鐵道（JR東日本）所屬鐵路線（幹線）。包括以下的支線。
- 神奈川縣川崎市幸區尻手站和同市川崎區濱川崎站的支線（通稱「濱川崎支線」、旅客資訊上為「南武支線」）[1]。
- 尻手站起經新鶴見信號場（日语：新鶴見信号場）前往神奈川縣橫濱市鶴見區鶴見站的支線（通稱「尻手短絡線」，不作旅客營業）。

## 路線資料
- 路線距離（營業距離）：全長45.0公里
  - 客運（日语：旅客輸送）營業路段 39.6公里
  - 貨運營業路段 39.4公里
- 管轄
  - 東日本旅客鐵道（第一種鐵道事業者）：
    - 路段
      - 川崎站－立川站間 35.5公里
      - 尻手站－濱川崎站間 4.1公里
      - 尻手站－新鶴見信號場（日语：新鶴見信号場）－鶴見站間 5.4公里（沒有旅客營業）

    - 管轄支社
      - 橫濱支社（日语：東日本旅客鉄道横浜支社）：川崎站－稻田堤站間與濱川崎支線、尻手短絡線
      - 八王子支社（日语：東日本旅客鉄道八王子支社）：矢野口站－立川站間

  - 日本貨物鐵道（第二種鐵道事業者）：
    - 尻手站－立川站間 33.8公里
    - 尻手站－濱川崎站間 4.1公里
    - 尻手站－新鶴見信號場間 1.5公里
- 軌距：1067毫米
- 站數：29個
  - 本線：26個（包括起終點站）
  - 支線：4個（尻手站、鶴見站除外）
    - 若只限屬於南武線的車站，排除上述屬於東海道本線的川崎站、屬於中央本線的立川站、屬於東海道本線支線的濱川崎站[2]則為27個（本線：24個、支線：3個）。
- 複線路段：
  - 川崎站－立川站間
  - 八丁畷站－濱川崎站間
    - 八丁畷站－川崎新町站間為東海道貨物線用的複線與南武線用的單線並行的三線路段。
- 電氣化路段：全線（直流電1500V）
- 閉塞方式：自動閉塞式
- 保安裝置：ATS-P
- 最高速度：
  - 川崎站－立川站間 95公里/小時
  - 尻手站－川崎新町站間（濱川崎支線） 85公里/小時
  - 川崎新町站－濱川崎站間（濱川崎支線） 95公里/小時
  - 尻手站－新鶴見信號場間（尻手短絡線） 85公里/小時
- 運轉指令所（日语：運転指令所）：東京綜合指令室
- 列車運行管理系統（日语：列車運行管理システム）：東京圈輸送管理系統（ATOS） 川崎站－立川站間
- 車輛基地：中原電車區（日语：中原電車区）（武藏中原站）
  - 西國立站構內曾設有立川機關區（日语：立川機関区），1984年7月1日廢除。
- 旅客車費、乘車券關連
  - 電車特定區間（日语：電車特定区間）：旅客營業全線
  - 大都市近郊區間（實行旅客營業規則（日语：旅客営業規則））：旅客營業全線（東京近郊區間）
  - IC乘車卡對應路段：旅客營業全線（Suica首都圈地域）

## 概要
本路線連接著神奈川縣的川崎站與東京都的立川站之間，是貫穿川崎市的動脈路線，成為從東京市中心和山手線市郊與延長的複數的放射線路交叉，構成與京葉線、武藏野線連接的東京的外環行線的一部分。
除主線外，南武線亦設有一條支線，來往尻手站與鶴見線、東海道貨物線的濱川崎站。
定線設計方面，大部分路段狀態良好，令本線的最高行車速度可達95km/h。但由於部分路段距離較短，加上半徑400m級的曲線也較多，令該些路段的行車速度被限制，特別是武藏溝之口站至登戶站、南多摩站前後皆是半徑約300-400米的曲線。
幹線的軌道與中央本線和青梅線通過立川站連接著。嚴格來說，在川崎站也與東海道本線和京濱東北線連接的，不過，基於訊號系統的問題，南武線列車不能駛進東海道線或京濱東北線的月台。此外，本線在府中本町站與武藏野線可作互相轉乘，但不是在相同月台相連著。
虽然是首都圈重要的通勤铁路线，但南武线却采用6节编组的列车，严重限制了运力，这也导致南武线就算采用高频次每小时25班列车，但拥挤率始终不见舒缓至180%以下的情况，过于拥挤的南武线一直是JR东日本和川崎市的议论话题。

## 歷史年表
- 1927年
  - 3月9日：私鐵業者南武鐵道修築的川崎 - 登戶間通車。
  - 11月1日：登戶 - 大丸間延伸開業。
- 1928年12月11日：大丸 - 屋敷分間（現在的分倍河原車站）延伸開業。
- 1929年12月11日：屋敷分間 - 立川間延伸開業。
- 1930年4月10日：支線 尻手 - 濱川崎間開業。
- 1944年4月1日：全線被收歸國有，成為鐵道省南武線。
- 1949年6月1日：日本國有鐵道成立，接管營運此線。
- 1962年8月7日：久地 - 津田山間的道口，電車與小型卡車相撞，電車出軌，與對面電車相撞，3人死亡。
- 1987年4月1日：國鐵分割民營化，由東日本旅客鐵道接管營運。
- 2007年3月18日：變更時間表。平日由每小時5班（12分鐘一班）增至每小時6班（10分鐘一班）。
- 2009年3月14日：分倍河原 - 谷保間的西府站開業。
- 2011年4月9日：本線重新開設國鐵時代被廢的快速班次。
- 2015年3月14日：修改班次及停站安排，快速班次不停分倍河原 - 立川之間及南多摩車站，原有川崎 - 稻城長沼的平日下午非繁忙時間普通班次全部改為川崎 - 立川。

## 使用車輛

### 本線

#### 普通列車
均為6輛（4M2T）編組。
- E233系
  - 8000番台：現時共有35編組。
  - 8500番台：2017年1月起0番台青670編組退出青梅線及五日市線系統並撤離豐田車輛中心，入場改造後會以8500番台名義於同年3月轉屬中原電車區投入南武線服務，以取代最後1編組的209系2200番台。

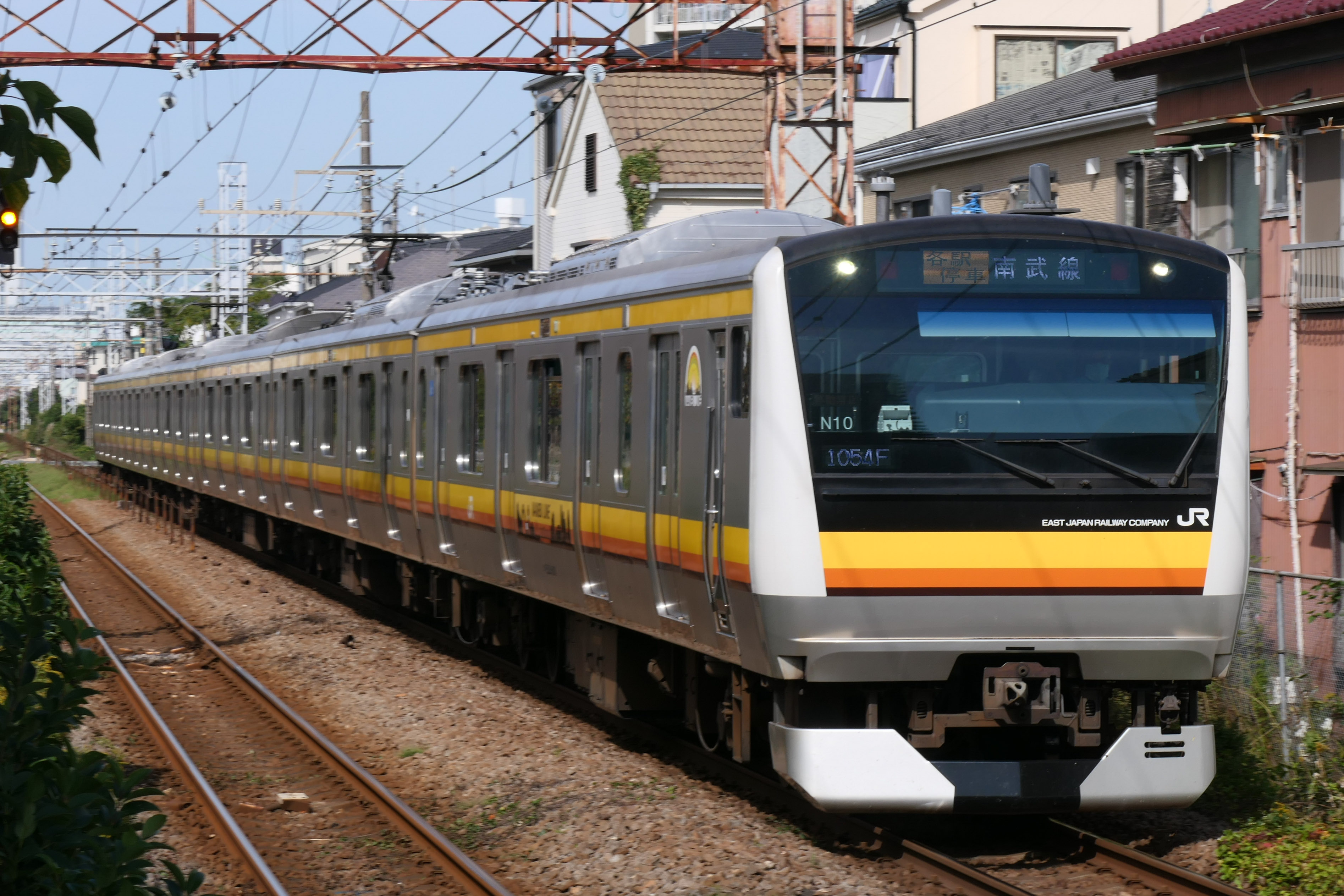
南武線E233系8000番台列車（2020年10月28日）

#### 臨時列車
- 183系，189系：各宴席電車（團體用臨時列車）

### 支線
- 205系1000番台：2輛編成

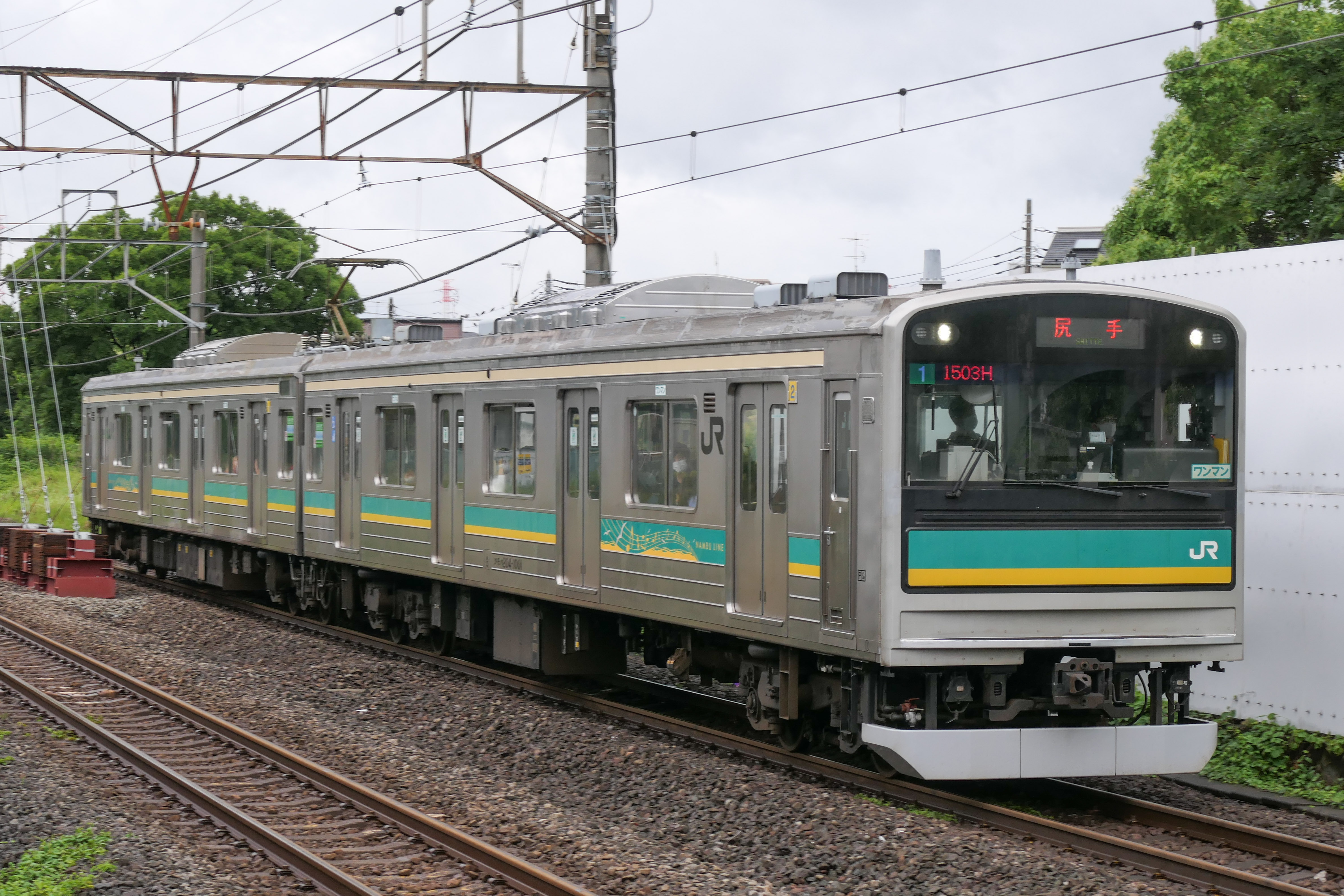
南武支線用205系1000番台 （2021年6月19日）

### 曾經使用的車輛
205系
- 201系「四季彩」（4輛編成）（临时列车）
- 103系6輛編成
- 101系4輛編成、6輛編成、2輛編成
- 72系、73系（日语：国鉄72系電車）4輛、6輛編成
- 40系
- 50系、33系、31系、30系2輛、3輛、4輛、6輛編成
- 小田急1600型（借用）
- EF15型
- EF13型
- EF11型
- EF10型
- EF51型
- EF16型
- EF18型
- ED19型
- 209系

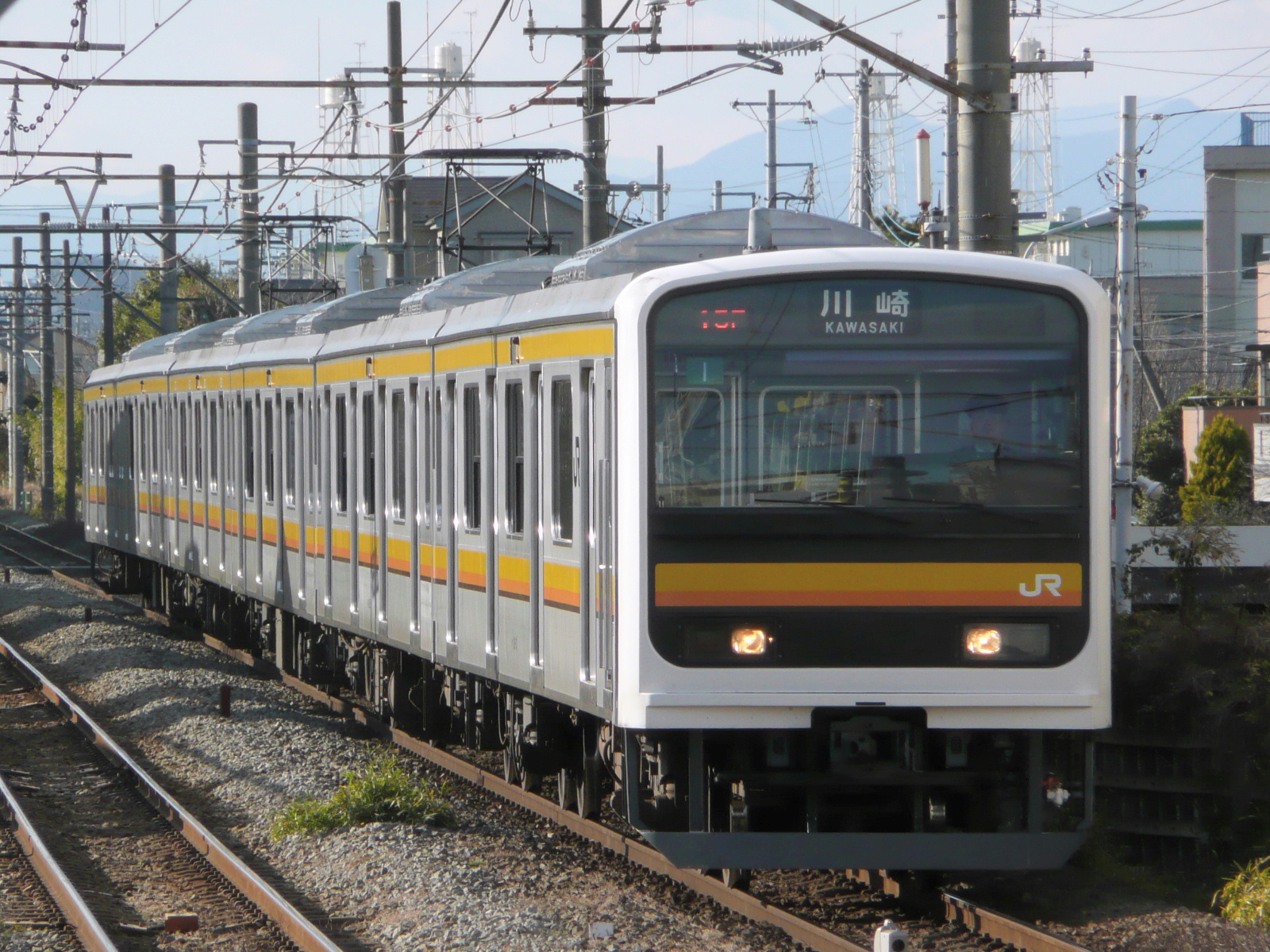
南武線209系0番台列車（2008年1月24日攝於中野島車站）

## 車站列表
南武線所設置的車站與快速停車的有無、接續路線、所在地等於下面列表顯示。
- ：特定都區市內制度下「橫濱市內」地域車站
- 接續路線：東日本旅客鐵道與東急電鐵的路線名為運行系統上的名稱或通稱（與正式路線名不同）。若站名不同則以⇒顯示站名。*為貨物線（沒有定期旅客營業）

### 本線
- 停車站
  - 快速：●停靠、｜通過
  - 各站停車：停靠下表所有車站
- 軌道為全線複線

| 車站編號 | 中文站名   | 日文站名 | 英文站名 | 站間營業距離 | 累計營業距離 | 快速 | 接續路線                                                                                                   | 所在地   | 所在地       | 所在地       |
| -------- | ---------- | -------- | -------- | ------------ | ------------ | ---- | --- | -------- | ------------ | ------------ |
| JN 01    | 川崎       |          |          | -            | 0.0          | ●    | 東日本旅客鐵道： 東海道線（JT04）、 京濱東北線（JK16） 京濱急行電鐵： 本線、 大師線 ⇒京急川崎（KK20）      | 神奈川縣 | 川崎市       | 川崎區       |
| JN 02    | 尻手       |          |          | 1.7          | 1.7          | ｜   | 東日本旅客鐵道：南武支線                                                                                   | 神奈川縣 | 川崎市       | 幸區         |
| JN 03    | 矢向       |          |          | 0.9          | 2.6          | ｜   | | 神奈川縣 | 橫濱市鶴見區 | 橫濱市鶴見區 |
| JN 04    | 鹿島田     |          |          | 1.5          | 4.1          | ●    | | 神奈川縣 | 川崎市       | 幸區         |
| JN 05    | 平間       |          |          | 1.2          | 5.3          | ｜   | | 神奈川縣 | 川崎市       | 中原區       |
| JN 06    | 向河原     |          |          | 1.3          | 6.6          | ｜   | | 神奈川縣 | 川崎市       | 中原區       |
| JN 07    | 武藏小杉   |          |          | 0.9          | 7.5          | ●    | 東日本旅客鐵道： 橫須賀·總武快速線（JO15）、 湘南新宿線（JS15） 東急電鐵： 東橫線（TY11）、 目黑線（MG11） | 神奈川縣 | 川崎市       | 中原區       |
| JN 08    | 武藏中原   |          |          | 1.7          | 9.2          | ●    | | 神奈川縣 | 川崎市       | 中原區       |
| JN 09    | 武藏新城   |          |          | 1.3          | 10.5         | ●    | | 神奈川縣 | 川崎市       | 中原區       |
| JN 10    | 武藏溝之口 |          |          | 2.2          | 12.7         | ●    | 東急電鐵： 田園都市線、 大井町線 ⇒溝之口（DT10、OM16）                                                     | 神奈川縣 | 川崎市       | 高津區       |
| JN 11    | 津田山     |          |          | 1.2          | 13.9         | ｜   | | 神奈川縣 | 川崎市       | 高津區       |
| JN 12    | 久地       |          |          | 1.0          | 14.9         | ｜   | | 神奈川縣 | 川崎市       | 高津區       |
| JN 13    | 宿河原     |          |          | 1.3          | 16.2         | ｜   | | 神奈川縣 | 川崎市       | 多摩區       |
| JN 14    | 登戶       |          |          | 1.1          | 17.3         | ●    | 小田急電鐵： 小田原線（OH18）                                                                              | 神奈川縣 | 川崎市       | 多摩區       |
| JN 15    | 中野島     |          |          | 2.2          | 19.5         | ｜   | | 神奈川縣 | 川崎市       | 多摩區       |
| JN 16    | 稻田堤     |          |          | 1.3          | 20.8         | ●    | 京王電鐵： 相模原線 ⇒京王稻田堤（KO36）                                                                    | 神奈川縣 | 川崎市       | 多摩區       |
| JN 17    | 矢野口     |          |          | 1.6          | 22.4         | ｜   | | 東京都   | 稻城市       | 稻城市       |
| JN 18    | 稻城長沼   |          |          | 1.7          | 24.1         | ●    | | 東京都   | 稻城市       | 稻城市       |
| JN 19    | 南多摩     |          |          | 1.4          | 25.5         | ｜   | | 東京都   | 稻城市       | 稻城市       |
| JN 20    | 府中本町   |          |          | 2.4          | 27.9         | ●    | 東日本旅客鐵道： 武藏野線（JM35）                                                                          | 東京都   | 府中市       | 府中市       |
| JN 21    | 分倍河原   |          |          | 0.9          | 28.8         | ●    | 京王電鐵： 京王線（KO25）                                                                                  | 東京都   | 府中市       | 府中市       |
| JN 22    | 西府       |          |          | 1.2          | 30.0         | ｜   | | 東京都   | 府中市       | 府中市       |
| JN 23    | 谷保       |          |          | 1.6          | 31.6         | ｜   | | 東京都   | 國立市       | 國立市       |
| JN 24    | 矢川       |          |          | 1.4          | 33.0         | ｜   | | 東京都   | 國立市       | 國立市       |
| JN 25    | 西國立     |          |          | 1.3          | 34.3         | ｜   | | 東京都   | 立川市       | 立川市       |
| JN 26    | 立川       |          |          | 1.2          | 35.5         | ●    | 東日本旅客鐵道： 中央線、 青梅線（JC19） 多摩都市單軌電車：多摩都市單軌電車線 ⇒立川北、立川南              | 東京都   | 立川市       | 立川市       |

### 南武支線
- * 軌道（全線單線） … ◇・∨・∧：可進行列車交會、｜：不可進行列車交會
- 所有車站均位於神奈川縣川崎市

| 車站編號 | 中文站名 | 日文站名 | 英文站名 | 站間營業距離 | 累計營業距離 | 接續路線、備註                                                          | 軌道 | 所在地 |
| -------- | -------- | -------- | -------- | ------------ | ------------ | ----------------------------------------------------------------------- | ---- | ------ |
| JN 02    | 尻手     |          |          | -            | 0.0          | 東日本旅客鐵道：南武線                                                  | ∨    | 幸區   |
| JN 51    | 八丁畷   |          |          | 1.1          | 1.1          | 東日本旅客鐵道：*東海道貨物線〈鶴見站方向〉 京濱急行電鐵： 本線（KK27） | ｜   | 川崎區 |
| JN 52    | 川崎新町 |          |          | 0.9          | 2.0          |                                                                         | ◇    | 川崎區 |
| JN 53    | 小田榮   |          |          | 0.7          | 2.7          |                                                                         | ◇    | 川崎區 |
| JN 54    | 濱川崎   |          |          | 1.4          | 4.1          | 東日本旅客鐵道： 鶴見線（JI08）、*東海道貨物線〈川崎貨物站方向〉        | ｜   | 川崎區 |

### 尻手短絡線
- 貨物專用
- 所有車站均位於神奈川縣川崎市幸區

| 中文站名     | 日文站名 | 站間營業距離 | 累計營業距離 | 接續路線                                           |
| ------------ | -------- | ------------ | ------------ | -------------------------------------------------- |
| 尻手         |          | -            | 0.0          | 東日本旅客鐵道：南武線（本線、濱川崎支線）         |
| 新鶴見信號場 |          | 1.5          | 1.5          | 東日本旅客鐵道：品鶴線、*武藏野線                  |
| 鶴見         |          | 3.9          | 5.4          | 東日本旅客鐵道：東海道本線、*高島線、*東海道貨物線 |

#### 廢除路段
（）內的數字是起點起計的營業距離
貨物支線（1940年營業廢除）
立川站（0.0）－武藏上之原站（0.9）
與五日市鐵道的重複路段，與下述的武藏上之原站－西立川站一體開通的路線。
五日市鐵道線→五日市線→作為青梅（短絡）線現存
貨物支線（1944年營業廢除）
武藏上之原站（0.0）－西立川站（1.2）
編入青梅線後營業廢除。作為青梅（短絡）線現存
貨物支線（1972年廢除）
矢向站（0.0）－川崎河岸站（1.7）
貨物支線（1973年廢除）
向河原站（0.0）－新鶴見操車場（0.8）－鶴見站（4.7）
向河原站（0.0）－新鶴見操車場（0.8）－品川站（14.7）
貨物支線（1987年營業距離設定廢除）
尻手站（0.0）－新鶴見信號場（1.5）－品川站（15.4）

#### 廢站、廢除信號場
（貨）表示貨物站。
- 本線（括弧內的數字是川崎站起計的營業距離）
  - 武藏中丸子站：平間站－向河原站間（5.9）
  - 武藏小杉停留場：武藏小杉站－武藏中原站間（7.9，府中街道交差地點附近）
  - 丸子競馬場臨時乘降場：武藏小杉站－武藏中原站間
  - 久地信號所：津田山站－久地站間（14.1）
    - 久地信號所內開設久地站，後來廢除。

  - 宿河原不動停留場（日语：宿河原不動駅）：久地站－宿河原站間（15.5，不動第一平交道近川崎）
  - 多摩聖蹟口停留場：稻城長沼站－南多摩站間（25.2，府中街道平交道近川崎）
  - （貨）南多摩川站：南多摩站－府中本町站間（25.9）
    - 1939年南多摩川站與多摩聖蹟口停留場合併移動，成為現在的南多摩站。

  - 南武是政停留場：南多摩站－府中本町站間（26.8，南武線下行線下穿武藏野線地點）
    - 1932年以前稱為是政多摩川[3]，該停留場以「是政多摩川」之名記於地圖。

  - （貨）南多摩川臨時停車場：南多摩站－府中本町站間（不明）
    - 1932年統合至南武是政停留場後廢除。

  - 本宿停留場：分倍河原站－谷保站間（29.8，舊五小平交道近川崎）
    - 本宿停留場廢除後，五小平交道近立川處2009年3月14日開設西府站，該平交道廢除。

  - 西府停留場（日语：西府停留場）：分倍河原站－谷保站間（30.7，甲州街道交差地點近立川）
  - 東立川停留場（日语：東立川駅）：西國立站－立川站間（34.8，羽衣平交道近立川）
- 支線
  - 新濱川崎站：川崎新町站－濱川崎站間（尻手站起計3.6公里）
  - 市之坪站：新鶴見操車場鄰接（向河原站起計0.7公里）